# Mizeria

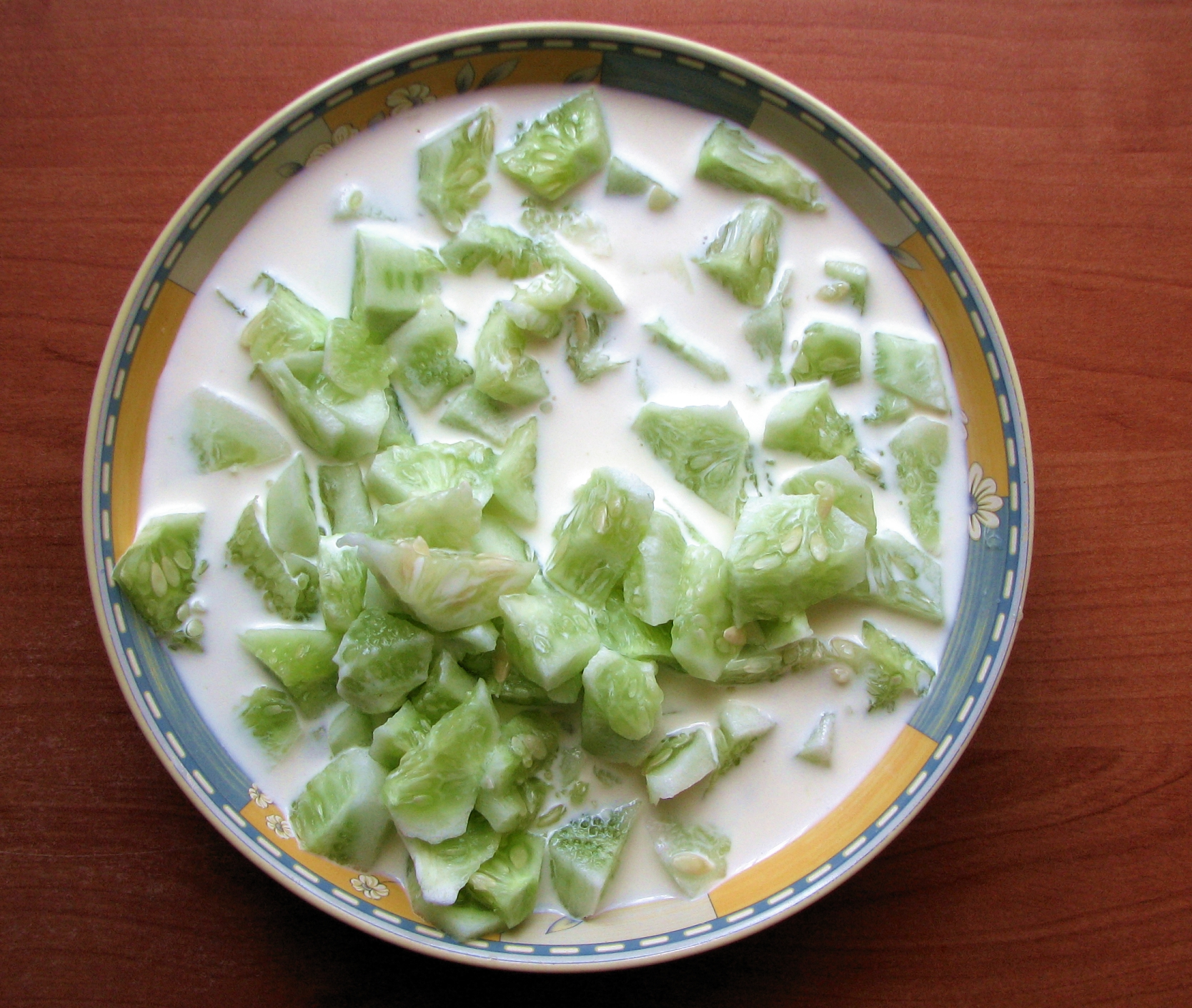
mizeria

Mizeria este o salată de castraveți din bucătăria poloneză, servită în mod tradițional cu mâncăruri la carne și pește. Numele se bazează, probabil, pe cuvântul francez misère, care ar exprima o anumită condescendență ironică, adusă acestui fel de mâncare simplu de către nobilimea poloneză . 
Mizeria este preparată din castraveți feliați, care sunt condimentați cu sare, piper, zahăr și eventual nucșoară și apoi servită cu smântână (śmietana). Într-o altă variantă, feliile de castravete sunt blanșate, sărate și apoi adăugate la o marinadă de oțet, piper, zahăr și cuișoare. De multe ori se adaugă în Mizeria chiar și mărar, rar arpagic sau pătrunjel. 

## Literatură
- Maria Lemnis, Henryk Vitry, W veopolopoliej kuchni i przy polskim stole , Varșovia 1986.